# 多岐川華子
多岐川 華子（たきがわ はなこ、1988年（昭和63年）9月16日 - ）は、日本のタレント、女優、グラビアアイドル。本名、大内 華子。旧芸名、華子（はなこ）。
神奈川県出身。堀越高等学校卒業。元トライストーン・エンタテイメント所属。母は女優の多岐川裕美、父は元俳優でアクターズプロモーション元社長の阿知波信介。既婚。

## 略歴
女優の多岐川裕美を母に持ち、「世間知らずのお嬢様」として裕福に育つ。両親の影響から、幼い頃から芸能界を志し、14歳の時、「母のようにチヤホヤされたい」との憧れから芸能界入りを志して、猛反対する母に内緒で10社以上の芸能事務所に履歴書を送りオーディションを受けるものの全滅、気づいた母の紹介により芸能事務所に所属する。芸能界入りからわずか3ヶ月後の2004年（平成16年）、15歳の時に寿がきやのコマーシャルに出演、芸能活動を開始する。
2005年（平成17年）には、写真集『Girl Friend』でデビューを飾り、母親譲りの清楚なルックスで注目を浴びた。以後、グラビア雑誌『sabra』（小学館）やロッテ、SANKYOなどのテレビコマーシャルで活躍、2006年（平成18年）には、映画『旅の贈りもの 0:00発』で映画初主演を務め、女優としても活動を開始。また、バラエティ番組では、天然ボケを交えたユニークなキャラクターで注目を浴び、『踊る!さんま御殿!!』（日本テレビ）など人気番組にも数多く出演、バラエティタレントとしても活動する。
2015年（平成27年）12月公開の映画『W〜二つの顔を持つ女たち〜』に出演し、TOMOROの作詞作曲・プロデュースによる主題歌「ROPPONGI DREAM 〜W REMIX〜 feat. 加弥乃,梅本静香,多岐川華子,桜のどか,岸明日香,森下悠里」にフィーチャリング参加した。
サンミュージックブレーンからサンミュージックプロダクションを経て、2016年（平成28年）4月より母・多岐川裕美が所属するトライストーン・エンタテイメントへ事務所を移籍。母の名を借りず「ゼロからスタート」の意を込めて、同時に芸名を多岐川華子から華子へと改名する。2016年（平成28年）から2019年（平成31年 / 令和元年）まで華子の芸名で活動し、2020年（令和2年）、トライストーン・エンタテイメントでのプロフィールでは多岐川華子に戻している。
2021年（令和3年）には、ヨガインストラクターも始めたことを明かしている。
2023年11月20日、第1子妊娠と合わせ、所属事務所「トライストーン・エンタテイメント」を12月末で退所することを発表した。

### 私生活
2010年（平成22年）1月に交際を公表していた俳優の仁科克基と同年10月6日に婚約を発表。翌2011年（平成23年）1月11日に婚姻届を提出し結婚、1月21日にグアムで挙式した。
結婚当初から性格の不一致を感じており、結婚後1年足らずの2011年（平成23年）末に些細な喧嘩をきっかけに双方の不満が衝突し、華子が家を出て別居。2012年（平成24年）7月に離婚に向けて協議中の旨が報道され、同年10月22日に離婚届を提出して正式に離婚。この離婚は、仁科が、7月2日早朝、華子に「おはよう」とLINEを送ったことに対して、「離婚したい」と返信したことが発端となっていると報じられたが、華子は「それは違うんですよ」「メールではないんです」と否定。後に2014年（平成26年）に仁科が『嵐を呼ぶあぶない熟女』（TBSテレビ）に出演した際には、仁科のキャバクラ通いが離婚の原因であるとされた。2019年（平成31年 / 令和元年）に『徹子の部屋』（テレビ朝日）へ母と「バツイチ親子」として出演した折には、スピード離婚により母のイメージを損なったことに対し「すごい悪いことをした」と謝罪の意を表している。
2023年8月7日、一般男性と再婚。11月20日、第1子妊娠を公表。2024年3月18日、第1子女児の出産を報告した。

## 人物
身長は161cm、靴のサイズは23.5cm。
趣味・特技はフラフープ、ネイル、映画鑑賞。

## 出演

### 映画
- I am 日本人（2006年8月5日公開、ギャガ）
- 旅の贈りもの 0:00発（2006年10月7日公開、パンドラ）初主演映画
- 初恋 夏の記憶（2009年3月公開、夜想会シネマプロジェクト、監督:野伏翔） - 主演・成島梨生 役
- 花宵道中（2014年11月公開、東京テアトル、監督:豊島圭介） - 絢音 役
- W〜二つの顔を持つ女たち〜（2015年12月公開、アイエス・フィールド、監督:藤田真一） - 嶋野志麻 役

### テレビドラマ
- 水曜ミステリー9（テレビ東京）
  - 「さすらい署長 風間昭平5・しなの千曲川殺人事件」（2006年9月6日） - 小倉陽子 役
  - 「監察医・篠宮葉月 死体は語る11」（2012年5月2日） - 遠山彩（製薬会社のMR） 役
  - 「刑事吉永誠一 涙の事件簿10・沈黙の宴」（2012年10月17日） - 宮本ユキナ 役
  - 「北海道警事件ファイル 警部補 五条聖子4・小樽・余市・積丹殺人ルート」（2015年7月15日） - 水野真利江 役
  - 「新・旅行作家 茶屋次郎13・富嶽三十六景殺人事件」（2016年1月20日） - 宍戸美香 役
- 水戸黄門（TBS / C.A.L）
  - 第36部 第18話「若君救った女将の秘密 -播磨-」（2006年12月4日） - 彩姫 役
  - 第37部 第16話 「美人妻と武士の一分 -遠野-」（2007年7月23日） - 貫井由紀 役
- 福岡恋愛白書3〜ふたつのLove Story〜 第2話『願い』（2008年2月8日、九州朝日放送） - 白井久美子 役
- 山田太一ドラマスペシャル 本当と嘘とテキーラ（2008年5月28日、テレビ東京） - ウェイトレス 役
- メン☆ドル 〜イケメンアイドル〜（2008年10月 - 12月、テレビ東京） - レイ 役
- 土曜ワイド劇場（テレビ朝日）
  - 「失踪調査人・港亮介」（2008年11月29日）
  - 「京都南署鑑識ファイル5・狙われた映画女優〜連続殺人の罠!!」（2010年11月6日）
  - 「はみだし弁護士・巽志郎11・愛娘を惨殺された父親と狂気の復讐!」（2011年4月16日） - 深町由香 役
  - 「温泉若おかみの殺人推理24・山形鶴岡〜映画村誘拐殺人!!」（2012年8月11日） - 安藤沙紀 役
  - 「新・ヤメ検の女6・情熱弁護士&機関銃トークのクセ者検事!」（2015年11月7日） - 尾関紗理奈 役
- 稲垣吾郎の金田一耕助 悪魔の手毬唄 （2009年1月5日、フジテレビ） - 仁礼文子 役
- ママはニューハーフ （2009年5月19日 - 22日、テレビ東京） - プリン（中園エリコ） 役
- ドラマスペシャル だましゑ歌麿（2009年9月12日、テレビ朝日）
- アンタッチャブル〜事件記者・鳴海遼子〜 第2話（2009年10月30日、テレビ朝日）
- ハンチョウ〜神南署安積班〜第3シリーズ　第1話 （2010年7月5日、TBSテレビ） - 女性警官 役
- 天使の代理人 Episode7（2010年10月21日 - 25日、東海テレビ） - 喜多川麻矢 役
- 鈴子の恋 ミヤコ蝶々女の一代記（2012年1月5日 - 3月、東海テレビ） - 早乙女美麗 役
- 月曜ゴールデン （TBSテレビ）
  - 「ヤメ判 新堂謙介 殺しの事件簿2」（2012年1月23日） - 三好遥香 役
  - 「警視・深町征爾」（2012年1月30日） - 深町里緒 役
  - 「警視・深町征爾2 殺人者にラブソングを」（2013年7月8日） - 深町里緒 役
- 金曜プレステージ （フジテレビ）
  - 「鬼刑事 米田耕作2」（2013年9月13日） - 田原奈津 役
- トクボウ 警察庁特殊防犯課 第1話（2014年4月3日、読売テレビ） - 津村愛 役
- 博多ステイハングリー シーズン２ （2014年7月9日 - 10月1日、テレビ西日本） - 橋本香歩 役
- そこをなんとか2 第4話（2014年8月24日、NHK BSプレミアム） - 紗栄 役
- 新春ドラマスペシャル DOCTORS 最強の名医 2015（2015年1月4日、テレビ朝日） - ニーナ 役
- ランチのアッコちゃん  第4話（2015年6月2日、NHK BSプレミアム） - レイカ 役
- ドラマスペシャル 緊急取調室（2015年9月27日、テレビ朝日） - 新田桂子 役
- 世界一難しい恋  第1話（2016年4月13日、日本テレビ） - 楯原志乃 役
- 家売るオンナ  第7話（2016年8月24日、日本テレビ） - 竹野内佑奈 役
- フリンジマン〜愛人の作り方教えます〜  第10話・11話（2017年12月、テレビ東京） - 田辺恵子 役
- ランチ合コン探偵  第5話（2020年2月6日、読売テレビ） - 稲生夏美 役
- 江戸モアゼル〜令和で恋、いたしんす。〜  第7話（2021年2月18日、読売テレビ） - 御法川麗子 役
- じゃない方の彼女  第9話（2021年12月6日、テレビ東京） - 晴見 役

### 舞台
- コロッケ特別公演｢日本一!尾張の賑わい殿様｣（2018年11月2日～24日、御園座）
- 女の一生（2020年10月17～27日・京都四条南座、10月31日～11月26日・新橋演舞場）
- 喜劇 老後の資金がありません（2021年8月13日～26日・新橋演舞場、9月1日～15日・大阪松竹座、2023年1月14日～28日・京都四条南座、2月1日～19日、新橋演舞場）

### テレビ番組
- 愛のエプロン（テレビ朝日）
片岡鶴太郎のブログで「多岐川華子の料理は凄まじい」とコメントされたことがある[28]。
- めざましテレビ 「MOTTOいまドキ!」（フジテレビ、2009年4月 - 2011年3月）
- 趣味の園芸 （NHK教育テレビ、2009年4月 - 2010年3月）
- 志村だヨ!（フジテレビ、2013年4月 - 9月）
- 志村笑!（フジテレビ、2013年10月 - 2014年3月）
- 志村座（フジテレビ、2014年4月 - 2015年9月）
- 志村けんのバカ殿様（フジテレビ）
  - 秋はこれだ！大爆笑スペシャル（2013年11月5日）
  - 福笑い!家族そろって大爆笑SP!!（2014年1月14日）
  - 秋の大収穫祭SP!!（2014年10月28日）

　　その他複数回に出演
- 志村けんのだいじょうぶだぁスペシャル（フジテレビ、2014年3月25日）

　　その他複数回に出演
- しくじり先生　俺みたいになるな!!　3時間SP（テレビ朝日、2016年12月12日[29]）
- BOAT RACEライブ（2016年1月24日・10月2日・2017年2月12日)

　　その他複数回に出演

### 紀行番組
- 旅の香り（テレビ朝日、2006年7月23日）
- いい旅・夢気分（テレビ東京、2007年4月11日・2011年2月2日）
- 志村けんの激ウマ列島（テレビ朝日）
  - ふれあい旅 早春の富山！豪快海の幸・山の幸＆豪雪の世界遺産（2013年3月17日）
  - 春を待つ東北 北三陸の旅（2014年3月15日）
- 多岐川裕美・華子のみちのく満喫!二人旅（BS朝日、2014年7月20日）
- 聞きこみ!ローカル線 気まぐれ下車の旅 #73（BSジャパン、2015年9月21日）
- 聞きこみ!ローカル線 気まぐれ下車の旅 #89（BSジャパン、2016年2月15日）
- 出発!ローカル線 聞きこみ発見旅 #14（BSジャパン、2016年7月18日）
- 土曜スペシャル 電車＆バスで行く！早春の伊豆半島すごろくの旅（テレビ東京、2017年2月11日) 藤田チーム

### CM
- 寿がきや 本店の味（2004年）
- ロッテ ガーナミルクチョコレート・チョコビス（2005年）
- ダイニチ工業 ダイニチブルーヒーター（2005年）
- サンガリア おいしいお茶（2005年）
- 興和 新ウナコーワクール「もろこしヘッド」（2005年）
- SANKYO CRフィーバー創聖のアクエリオン（2007年）
- SANKYO CRフィーバー大夏祭り（2008年）
- SANKYO CRフィーバースター・ウォーズ ダース・ベイダー降臨（2008年）

### スチール
- 建設業年度末労働災害防止強調月間 ポスター（2006年3月）

### その他
- SOLATOイメージガール（2008年）

## 作品

### 写真集
1. Girl Friend（2005年1月22日、ワニマガジン社、撮影：矢西誠二）ISBN 978-4-89829-786-5
2. 夢翔女（2005年9月、音楽専科社、撮影：HashimotoMasashi）ISBN 978-4-87279-195-2
3. はな。（2008年8月21日、ワニブックス、撮影：渡辺達生）ISBN 978-4-8470-4116-7

### DVD
1. Love and Light〜ラブ アンド ライト〜（2005年、ネオプレックス）
2. Pure Eyes（2005年、音楽専科社）
3. プリズム（2006年、リバプール）
4. 華やかな瞬間（2008年、フォーサイド・ドット・コム）
5. ハナ。（2008年、ワニブックス）

### カレンダー
1. 多岐川華子 2006年 カレンダー (2005年10月3日)　エトワール(株式会社ハゴロモ) ISBN 978-4-7774-2061-2
2. 多岐川華子 2009年 カレンダー (2008年10月6日)　エトワール(株式会社ハゴロモ) ASIN B001ESSN8S